# Israelvattnet
Israelvattnet är en sjö i Strömsunds kommun i Jämtland och ingår i Ångermanälvens huvudavrinningsområde. Sjön har en area på 1,46 kvadratkilometer och ligger 451,3 meter över havet. Sjön avvattnas av vattendraget Sågån.

## Delavrinningsområde
Israelvattnet ingår i det delavrinningsområde (713775-143960) som SMHI kallar för Utloppet av Israelvattnet. Medelhöjden är 495 meter över havet och ytan är 10,79 kvadratkilometer. Det finns inga avrinningsområden uppströms utan avrinningsområdet är högsta punkten. Sågån som avvattnar avrinningsområdet har biflödesordning 4, vilket innebär att vattnet flödar genom totalt 4 vattendrag innan det når havet efter 285 kilometer. Avrinningsområdet består mestadels av skog (81 procent). Avrinningsområdet har 1,58 kvadratkilometer vattenytor vilket ger det en sjöprocent på 14,7 procent.